# Криза престолонаслідування 1553 року в Англії
Криза престолонаслідування 1553 року в Англії виникла через нерозв'язний особистий і релігійний конфлікт між королем-протестантом Едвардом VI і його старшою сестрою і спадкоємицею, католичкою Марією І Тюдор.
Задум відсторонити Марію від престолонаслідування, замінивши її на спадкоємця-протестанта з молодшої гілки Тюдорів, виник у Едварда ще в грудні 1552 року. В червні 1553 року смертельно хворий Едвард, перебуваючи під впливом регента Джона Дадлі, призначив своєю спадкоємицею 16-річну Джейн Грей — правнучку Генріха VII і невістку Джона Дадлі. 6 липня 1553 року Едвард помер, а три дні по тому Таємна рада проголосила Джейн Грей королевою Англії. Марія, випереджаючи дії лондонської влади, втекла до Східної Англії, проголосила себе королевою і очолила збройний заколот. До 13 липня, коли Джон Дадлі особисто очолив військову операцію проти Марії, вона встигла мобілізувати до 6 000 озброєних прихильників. Дадлі не наважився атакувати зосереджені в замку Фрамлінгем чисельніші сили заколотників, відійшов до Кембриджа і припинив опір. Дії другорядних сил прихильників Джейн Грей на суші і на морі і дії загону принцеси Єлизавети на результат конфлікту не вплинули. 19 липня Таємна рада скинула Джейн Грей і проголосила королевою Марію. Джон Дадлі здався без бою, його союзники перейшли на бік переможців. 3 серпня Марія тріумфально в'їхала в Лондон і прийняла управління країною. В Англії розпочався п'ятирічний період католицької контрреформації.
Безпосередніми жертвами липневої кризи стали страчені за зраду Джон Дадлі, Томас Палмер і Джон Гейтс. Джейн Грей, її чоловік та її батько були страчені через півроку, після поразки повстання Ваєтта.

## Передумови
Генріх VIII, який правив Англією з 1509 по 1547 рік, мав трьох дітей — виховану в католицькій вірі Марію і вихованих у протестантській вірі Єлизавету та Едварда. Генріх тричі (у 1533, 1534 і 1543 роках) переписував закон про престолонаслідування. За останнім, третім законом, спадкоємцем Генріха був Едвард, за ним по черзі Марія, Єлизавета і нащадки бічних гілок Тюдорів з сімейств Греїв і Кліффордів. Після смерті Генріха дев'ятирічний Едвард став королем, а його спадкоємицею за законом 1543 року — Марія. За заповітом Генріха до повноліття Едварда, що очікувалося у 1555 році, країною мала керувати регентська рада з шістнадцяти осіб. Воля короля з самого початку була порушена, і замість ради реальну владу в країні захопили одноосібні регенти: у 1547—1549 роках — Едвард Сеймур, у 1549—1553 роках — Джон Дадлі.
Зі схвалення короля-підлітка обидва регенти і архієпископ Кентерберійський Томас Кранмер проводили активну реформацію англіканської церкви і викорінювали латинський обряд. Марія, навпаки, твердо дотримувалася католицтва і відкрито протестувала проти реформи. З режимом свого давнього товариша Сеймура Марія уживалася легко, але його наступника Джона Дадлі вона боялася, як колись боялася батька, і відкрито зневажала. Дадлі був готовий до компромісу, але для Марії будь-яка поступка в питаннях віри була неприйнятна. Навесні 1550 року непокірна принцеса вирішила втекти з країни. Її двоюрідний брат і духовний наставник Карл V прислав у поміч збройну ескадру, але в останній момент Марія передумала і залишилася в Англії. Едвард не наважився переслідувати сестру й обмежився репресіями проти її радників.
Наприкінці 1552 або на самому початку 1553 року п'ятнадцятирічний король, який вже виріс у самостійного політика, задумав позбавити Марію права престолонаслідування. Він не міг допустити, щоб до влади прийшла (нехай і гіпотетично) католичка, здатна перекреслити проведену ним реформу, повернути країну під духовну владу папства і готова на будь-які репресії проти близьких Едварду людей. Іншим можливим мотивом Едварда могла бути нетерпимість до «незаконності» шлюбів батька з Катериною Арагонською (матір'ю Марії) та Анною Болейн (матір'ю Єлизавети). По-третє, Едвард, як і Генріх VIII, не допускав передачі влади жінці з практичної причини: жінки рано чи пізно вступають в шлюб і потрапляють під вплив власних чоловіків. Про вплив майбутніх чоловіків поки неодружених Марії та Єлизавети на їх політику можна було лише гадати.

## Зав'язка кризи

### «Розпорядження про престолонаслідування» (початок 1553)

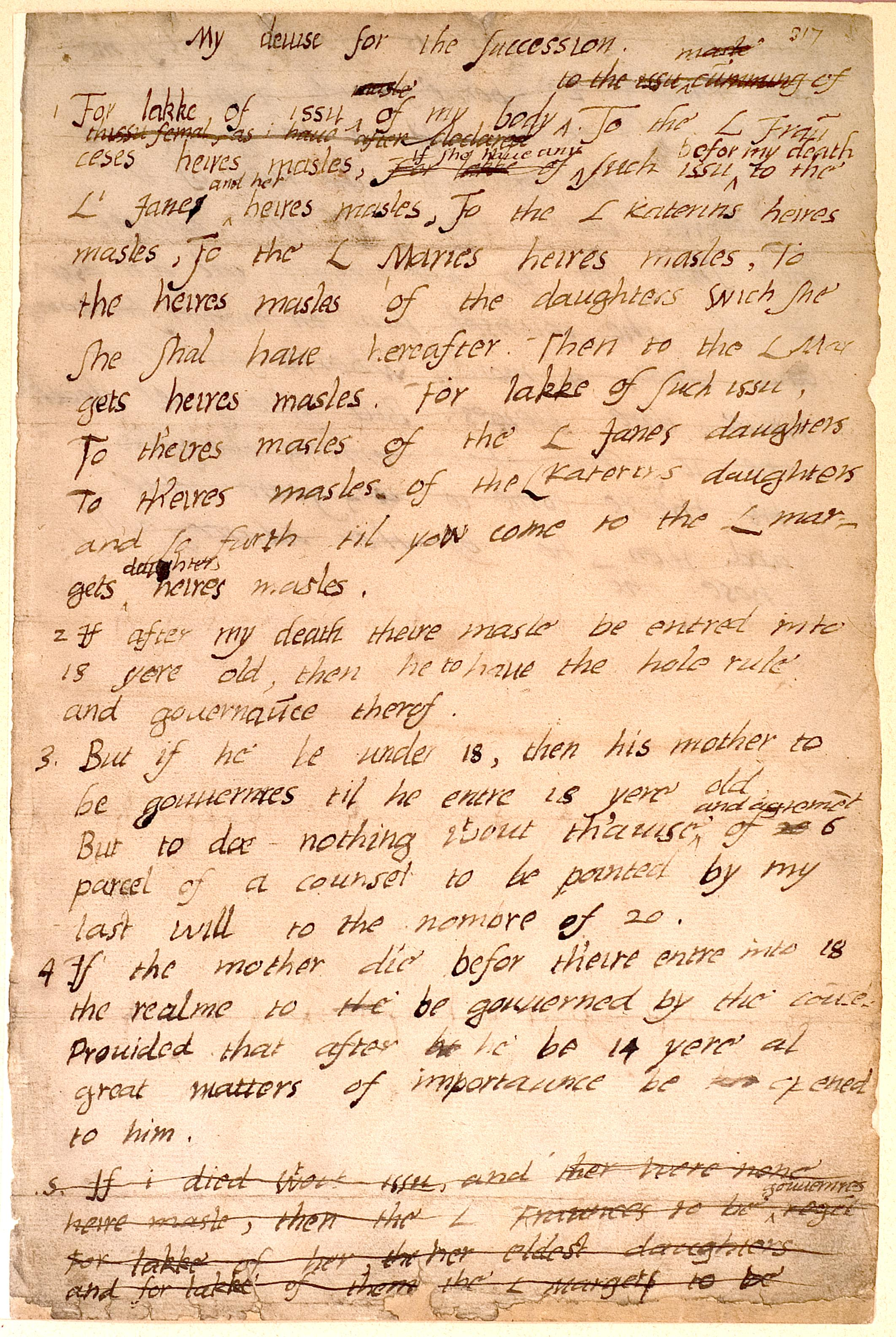
Перший відомий текст «Розпорядження», власноруч написаний Едвардом. Бібліотека, Лондон

Першим документальним свідченням планів Едварда є його «Розпорядження про престолонаслідування» (англ. My Deuise for the Succession). Зберігся документ від початку до кінця написаний рукою Едварда, твердим почерком фізично здорової людини. Недосконала, плутана мова «Розпорядження», на думку Девіда Лодса, видає політичну незрілість його укладача. Чи було воно одноосібною ініціативою Едварда, або ж до його створення доклав руку наставник короля Вільям Томас — достовірно невідомо. Не існує також єдиної думки про час складення першого тексту «Розпорядження». Вілбер Джордан, Девід Лодс, Лінда Портер, Джері Макінтош та інші сучасні історики вважають, що він був складений Едвардом в повному здоров'ї — тобто не пізніше лютого, або й січня 1553 року. На думку Стенлі Біндоффа, він був складений в середині травня, незадовго до весілля Джейн Грей і Гілфорда Дадлі. У всіх трактуваннях «Розпорядження» вважається не волею вмираючого, а волею або здорового, або короля, який розраховує на одужання. Воно залишалося таємницею не тільки від Марії та Єлизавети, але й від регента Джона Дадлі до початку червня 1553 року. Ймовірно, Едвард розумів, що його пропозиція суперечила волі батька і звичаю (в династіях Плантагенетів і Тюдорів влада завжди передавалася по чоловічій лінії), і не ризикнув обговорювати його навіть з найближчими прибічниками.
Суть «Розпорядження» полягала у передачі першочергового права на престол ще ненародженим синам леді Френсіс Грей, а слідом за ними — ще ненародженим синам її неодруженої дочки Джейн Грей. Вибір нащадків молодшої дочки Генріха VII пояснювався просто: іншого вибору у Едварда не було. Слідувати салічному закону він не міг через нечисленність чоловіків в роду Тюдорів: єдиний такий чоловік, восьмирічний Генрі Стюарт, був католиком — а тому був неприйнятним. Неприйнятними були й чоловіки з роду Плантагенетів: Едвард Кортні провів все свідоме життя в ув'язненні в Тауері, кардинал Поул і його брати були католиками і політемігрантами. Виключивши з розгляду нащадків Плантагенетів, старшої дочки Генріха VII Маргарити (шотландських Стюартів) і його сина (сестер Марію та Єлизавету), Едвард був змушений вибирати з нащадків молодшої дочки Генріха VII Марії. У цієї гілки Тюдорів нащадків-чоловіків не було, а старшою з жінок репродуктивного віку була 35-річна дочка Марії Френсіс Грей. Якби Френсіс виявилася нездатною народити, це змогла б зробити старша дочка Френсіс, Джейн. Вона була молода, здорова і виховувалася в протестантській вірі, інші ж її якості не мали ніякого значення. Джейн Грей була лише тимчасовим інструментом для відтворення роду. З появою у Едварда власних дітей потреба в Джейн і її потомстві відпала б сама собою.

### Хвороба короля (лютий— червень 1553)
6 лютого 1553 року Едвард захворів. Після двох тижнів постільного режиму він, ще не цілком здоровий, з'явився на публіці 21 лютого. Його нездужання не викликало хвилювання: він вважався міцним, здоровим підлітком. Уряд діяв в звичайному режимі. У призначений термін, 1 березня, у Лондоні зібрався парламент, щоб обговорити порядок стягнення позачергового податку. 31 березня Едвард відвідав парламент, щоб продовжити його сесію. 11 квітня, після короткої появи у товаристві, Едвард відбув до заміського палацу у Гринвічі. Перебіг хвороби в квітні 1553 року достовірно не відомий. Ймовірно, що в другій половині місяця Едвард відчув полегшення, але вже 7 травня він був настільки слабким, що не зміг прийняти французького посла. 12 травня лікарі виявили у Едварда «гнійну пухлину легені». Лондоном ширилися чутки, але аристократи і дипломати не бачили приводів для занепокоєння. На думку послів, які відвідували короля 17 травня, загрози його життю не було.
Тоді ж, у квітні — травні 1553 року, регент Джон Дадлі потурбувався про два весілля у своєму сімействі. Він посватав свою доньку Катерину за Генрі Гастінгса, спадкоємця графа Гантінгдона, а сина Гілфорда — за Джейн Грей (її сестра Катерина тоді ж стала дружиною Генрі Герберта). Весілля Гілфорда і Джейн зіграли 21 травня. Посол Карла V Ян Схейве першим прорахував комбінацію і 12 червня доповів імператору, що Дадлі веде справу до насильницького перевороту з метою поставити на престол Джейн Грей. Ймовірно, Схейве передбачив наперед розвиток подій і приписав регенту ще не сформульовані плани. Шлюб між Джейн Грей і Гілфордом Дадлі не був для його батька першочерговою метою. Дадлі збирався одружити Гілфорда з Маргаритою Кліффорд, але сімейство Кліффорд відмовилося породичатися з тимчасовою особою, і тоді Дадлі домовився з сімейством Греїв. Піднімати збройний заколот Дадлі не збирався, а законні способи відсторонити Марію від престолонаслідування з'явилися тільки в червні. До початку червня Дадлі, будучи кровно зацікавленим в одужанні короля, сподівався на краще. Він кликав до ліжка хворого медиків і намагався використовувати всі відомі тоді зілля та способи лікування — що породило в суспільстві чутки про навмисне отруєння Едварда.
28 травня в розвитку хвороби стався перелом. У Едварда з'явилися ознаки сепсису і ниркової недостатності, його мучили постійні болі, він ненадовго засинав тільки після прийому опіатів. Лікарі сповістили Дадлі та інших вельмож, що хворому залишилося жити кілька тижнів. Король, перебуваючи при пам'яті, знав, що вмирає, і поспішав завершити земні справи. У проміжку між 28 травня і 11 червня він покликав до себе Джона Дадлі і дав хід «Розпорядженням про престолонаслідування». Таємні цілі короля вдало збігалися з таємними страхами регента: Дадлі, який став для Марії уособленням ненависної реформації, небезпідставно вважав, що з приходом до влади Марія фізично знищить і його самого, і його рід. Дадлі активно взявся за просування королівського проекту; ймовірно, саме з його ініціативи до другої редакції «Розпорядження», також написаної Едвардом власноруч, була внесена важлива зміна: заміна «нащадків Джейн Грей» першої версії на «Джейн Грей та її нащадків».

### Земельна угода (листопад 1552— травень 1553)

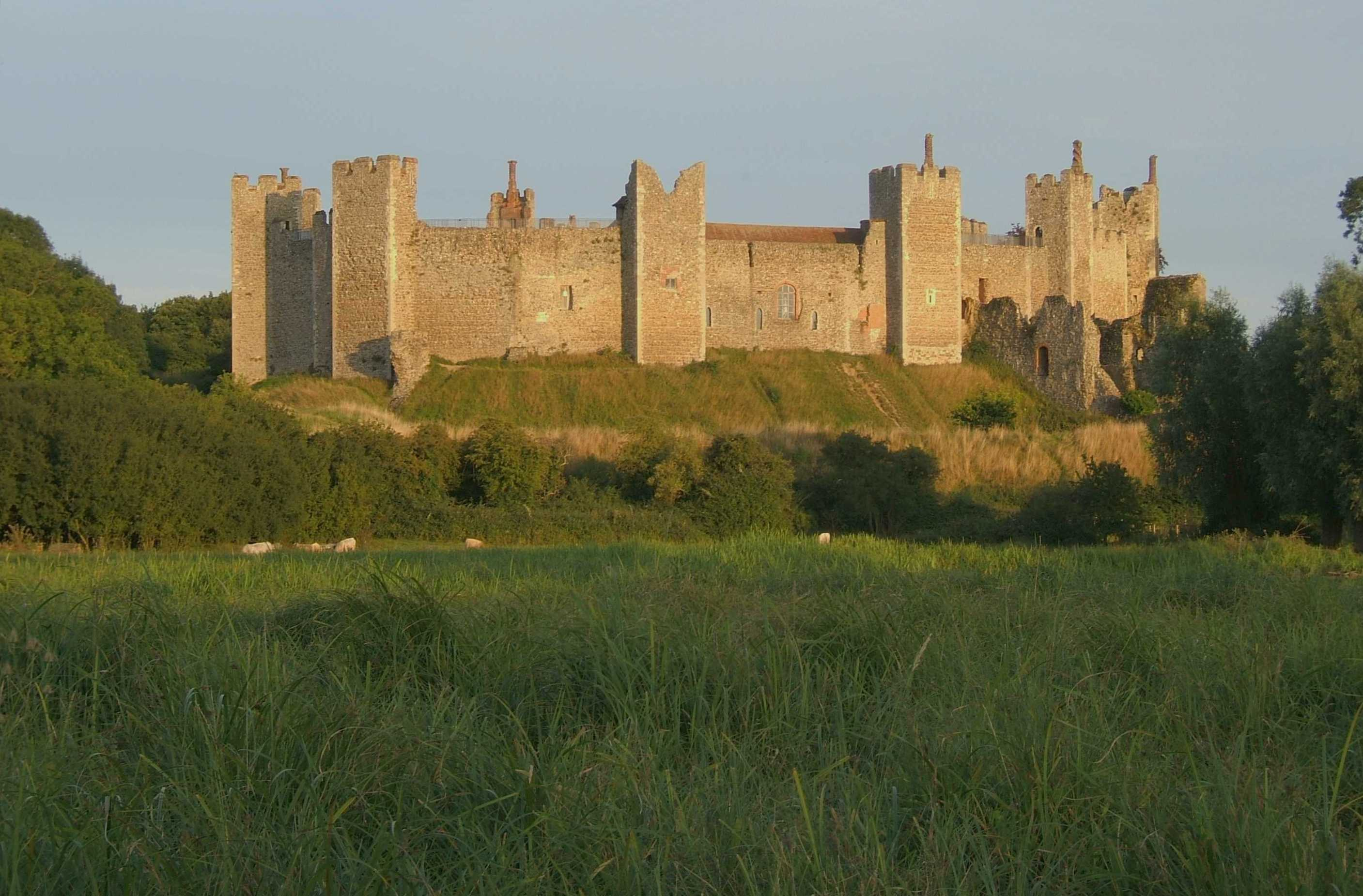
Замок Фрамлінгем. Фото 2005 року

У 1547 році смерть Генріха VIII зробила Марію найбільшою землевласницею Східної Англії: за заповітом батька вона отримала 32 маєтки в Норфолку, Суффолку і Ессексі. Разом із спадком Марія вперше в житті отримала численну групу підтримки «на землі» — клієнтів з місцевих дворян і простолюду. У листопаді — грудні 1552 року Таємна рада запропонувала Марії обміняти частину її маєтків на коронні землі, нібито з метою консолідації королівського майна і збору доходів з нього. Операція була завершена за півроку, у квітні — травні 1553 року. Марія, віддавши королю прибережні маєтки в Ессексі, отримала в обмін набагато більші за площею і більш дохідні землі та вдало «округлила» свої володіння всередині країни. Їй дісталися королівський замок Хартфорд і укріплений замок Фрамлінгем, який ще недавно належав опальному Томасу Говарду. Саме у Фрамлінгемі в липні 1553 року відбулися основні події бунту Марії проти Джейн Грей.
Сенс цієї невигідної для короля угоди, яка передала в руки Марії важливу військову базу, залишається загадкою. Жодна із запропонованих версій не має надійних доказів. За припущенням Девіда Лодса, Едвард хотів покласти край спробам Марії втекти за кордон, позбавивши її виходу до моря. Існують думки, що за обміном стояли лондонські вельможі, які передбачали швидкий прихід Марії до влади і намагалися заздалегідь купити її прихильність. За версією Джері Макінтош, ця угода могла бути таємною платою Марії за відмову від спадкоємних прав; втім, історики практично одноголосно вважають, що Марія не була посвячена в плани Едварда і Дадлі і ніколи не погоджувалася на зречення від престолонаслідування. Вона дізналася про ці плани або запідозрила їх в кінці червня 1553 року — коли до обговорення королівського патенту про престолонаслідування вже було залучене широке коло вельмож, суддів і дипломатів.

### «Декларація про престолонаслідування» (червень 1553)
Однієї волі короля для зміни порядку престолонаслідування було недостатньо. Едвард мав затвердити його за однією з двох можливих процедур: отримати або схвалення закону в Парламенті, або схвалення королівського патенту (англ. letters patent) Таємною радою, вищим духовенством і верховними суддями з подальшою ратифікацією в Парламенті. Парламентські слухання вимагали часу, якого у Едварда вже не було, і призвели б до небажаного розголосу, тому король і Дадлі пішли другим шляхом. 11 червня Едвард прикликав до себе верховних суддів для первинного схвалення чергової, третьої, редакції «Розпорядження». Судді мали відредагувати текст, одноголосно схвалити його і передати остаточну, четверту редакцію на затвердження королю. Однак 12 червня на нараді у короля верховний суддя Едвард Монтегю рішуче відмовився затверджувати проект і звинуватив Дадлі у державній зраді. Дадлі відповів зустрічними звинуваченнями, суперечка ледь не закінчився збройною сутичкою. Врешті 15-16 червня судді склали небувалий до того юридичний документ — і заповіт, і королівський патент, і публічний маніфест одночасно.
До цього моменту Таємна рада, яку розривали партійні інтереси, єдиної думки про престолонаслідування не мала, але звістка про підтримку королівського проєкту суддями радикально змінила співвідношення сил: тепер лише небагато хто насмілювався противитися волі короля. Дадлі хабарами і погрозами переконав тих, хто вагався, і до 18 червня Рада дійшла консенсусу. Томас Кранмер і Вільям Сесіл, які раніше були проти, відмовилися від боротьби і приєдналися до більшості Ради. 21 червня Едвард підписав чистовик четвертої редакції, вже наступного дня Дадлі зібрав достатню кількість підписів титулованої знаті і вищого духовенства. Всього «Декларацію про престолонаслідування» підписали 102 особи: перший, як вища духовна особа, — Кранмер, останніми, вже після смерті Едварда, — олдермени міської корпорації Лондона. Домігшись затвердження королівського патенту, Дадлі не ризикнув оприлюднити його публічно. Це рішення, про мотиви якого можна тільки здогадуватися, було помилковим: в критичний момент провінції, які вважали законною спадкоємицею Марію, відмовилися підтримувати Джейн Грей.

### Джейн Грей (липень 1553)
Едвард VI помер близько дев'ятої години вечора 6 липня. Джейн Грей, яка в той час жила за містом в Челсі, залишалася в невіданні щодо рішення покійного короля і Таємної ради. За свідченнями самої Джейн, які вона давала в ув'язненні в серпні 1553 року, близько 19 червня вона отримала перше неофіційне попередження про вибір Едварда і не сприйняла його серйозно. 9 липня вона отримала дивну повістку з'явитися до Таємної ради в Сайон-гаус — недобудований палац Джона Дадлі. Там, після довгого очікування, її зустріли Джон Дадлі, Френсіс Гастінгс, Вільям Герберт, Вільям Парр і Генрі Фіцалан. Вельможі повідомили Джейн Грей про смерть короля і про те, що відповідно до його волі вона повинна прийняти корону Англії. Наступного дня, 10 липня, глашатаї вперше оголосили Лондону про зміну порядку престолонаслідування, а Джейн Грей вже як королева переїхала з Сайон-гаус до тимчасової резиденції в королівських покоях Тауера.
Лондонці сприйняли зміни байдуже. До 13 липня включно місто було спокійним; Гілберт Поттер, єдиний, хто відкрито протестував проти нового режиму, був засуджений до відсікання вух. Перші прокламації на користь Марії з'явилися в Лондоні 13 чи 16 липня, перші публічні плакати 18 липня. В міських радах Східної Англії думки розділилися, але найбільші міста спочатку підтримали Джейн Грей.

## Збройне протистояння
Кінець кризи 1553 року був зумовлений стратегічною помилкою Дадлі: він, спостерігаючи багато років за поведінкою Марії при дворі, не вважав її небезпечним супротивником. Дадлі був упевнений, що у важку хвилину Марія не витримає і здасться, і не міг припустити, що вона виявиться вольовим і впевненим лідером. Він не захотів або не наважився заарештувати Марію за життя Едварда, а коли той помер, було вже пізно: вона вислизнула з-під нагляду, втекла на заздалегідь підготовлені позиції і очолила там збройний заколот. Дадлі був абсолютно не готовий до захисту створеного ним режиму: до 11 липня його особистий загін налічував не більше шестисот осіб, його союзники були ненадійними і в момент кризи перейшли на бік Марії, а всі наймані війська були розквартировані біля шотландського кордону — занадто далеко, щоб встигнути втрутитися в конфлікт у Східній Англії. У цьому регіоні Дадлі не мав ні власних загонів, ні збройних союзників, ні надійної агентури.
Не один Дадлі припустився такої помилки: у перші два тижні липня 1553 року ніхто зі спостерігачів, які знаходилися в Лондоні, не міг навіть припустити, що Марія зуміє захопити і утримати владу. Посол Франції Антуан де Ноаль запевняв Генріха Валуа, що Таємна рада одноголосно підтримує Джейн Грей і надійно захищає престол від зазіхань Марії. Карл V і зовсім приготувався до найгіршого: він не вірив, що переможці збережуть Марії життя. І французький, і імперський посли були впевнені в перемозі Джейн Грей аж до перевороту в Таємній раді 19 липня 1553 року.

### Втеча Марії (4—8 липня 1553)

Втеча Марії Тюдор, зосередження заколотників, дії Роберта Дадлі і флоту до 13 липня 1553 року

Наприкінці червня 1553 року Марія переїхала зі свого маєтку в Ньюхоллі в ближню резиденцію Хансдон, що у 28 милях на північ від Лондона. Перед переїздом вона демонстративно наказала підготувати Хансдон до тривалого проживання, але 4 липня несподівано виїхала звідти і вирушила на північ, у бік Кембриджа. Причини, що спонукали Марію бігти саме 4 липня, ще за життя Едварда, — невідомі. Розповіді про те, що на півдорозі до Лондона якісь прихильники попередили Марію про небезпеку, сучасні історики відкидають: вона регулярно отримувала звістки з Лондона (як від своїх союзників, так і особисто від Дадлі) і цілком розуміла ризики свого становища.
Обставини втечі Марії оповиті легендами і недостовірними свідченнями. Хронологія подорожі Марії відновлена істориками за розрізненим свідченнями, жодне з яких не дає повної картини подій. Найважливіше джерело, Vita Mariae Angliae reginae учасника перевороту Роберта Вінгфілда, точних дат не містить.
В дорозі Марію супроводжували від 50 до 60 озброєних осіб — весь її двір на чолі з Робертом Рочестером, Генрі Джернінгемом і Едвардом Волдегрейвом. Денний кінний перехід по хорошій дорозі становив у ті роки 20—30 миль. Жінки подорожували верхи або в портшезах: карет і колясок в тогочасній Англії ще не було (перша карета в Англії з'явилася у 1555 році, вантажні вози почали входити у вжиток близько 1550 року, основним наземним транспортним засобом був в'ючний кінь).
Після ночівлі 5 липня в Состон-голл у свого союзника Джона Хаддлстона, Марія повернула на північний схід, до своїх володінь на півдні Норфолка. Увечері 7 липня, коли Марія зупинилася в маєтку Юстон-голл поблизу Тетфорда, її наздогнали гінці з Лондона зі звісткою про смерть короля. Спочатку її повідомив кур'єр Ніколаса Трокмортона. Марія, ймовірно, побоюючись провокації Дадлі, не почала діяти негайно, а дочекалася підтвердження з надійного джерела — ним, швидше за все, був особистий лікар Марії Томас Хьюз, який мав доступ до палацу. Переконавшись у достовірності звістки, 8 липня Марія терміново виїхала у розташований у тринадцяти милях від Юстона, маєток Кеннінгхолл, — збірний пункт її військової кампанії.

### Мобілізація заколотників (8—14 липня 1553)
8 липня 1553 року Марія запустила механізм збройного заколоту. Першим його етапом стали заклик прихильників Марії зі Східної Англії прибути до Кеннінгхоллу і вербування по всій країні нових союзників — титулованої знаті, королівських чиновників, рад міського самоврядування. 8 і 9 липня штаб заколоту розіслав по країні безліч професійно складених особистих листів і звернень. Їх зміст, графік розсилки та перелік адресатів були вивірені заздалегідь, до втечі з Хансдона. Деякі з цих листів збереглися — в тому числі датований 9 липня лист Едварду Гастінгсу, який очолив заколот на підтримку Марії в долині Темзи. 9 липня у Кеннінгхолл прибули перші нечисленні, але добре озброєні загони прихильників Марії. 12 або 15 липня бунтівне військо, яке виросло до шести тисяч чоловік, але ще не мало професійного командира, перебазувалося в замок Фрамлінгем (25 миль на північний захід від Кеннінгхолла). Радники Марії приготувалися відбити напади Дадлі.
Партія Марії складалася з ядра переконаних католиків і численних попутників, які приєдналися до заколоту з різних мотивів. Марія повною мірою використовувала підпільну мережу однодумців-католиків, але вона потребувала й підтримки протестантів, а тому поки утримувалася від релігійної риторики. Парадоксально, але заколот підтримали не тільки окремі протестанти, а й цілі протестантські спільноти, такі як міська громада Ковентрі. Селян Суффолка в табір Марії привела ненависть до Дадлі за жорстокий розгром повстання Роберта Кета. Лорд-лейтенант Норфолка Генрі Редкліфф, граф Сассекс був змушений перейти на бік Марії і очолив її військо після того, як бунтівники взяли в заручники його сина. Лорд-лейтенант Суффолка Томас Вентворт 11 липня підтримав Джейн Грей, а 14 липня перейшов зі своїм загоном до Марії — ймовірно, через відчуття самозбереження: його будинок був лише у двадцяти милях від табору заколотників. Так само вчинили шериф Норфолка і Суффолка Томас Корнуолліс і один з укладачів «Декларації» Річард Саутвелл. Джона де Віра (графа Оксфорда) переконали власні слуги, ладні піти до Марії зі своїм паном чи без нього. Джентльмен-купець з Кінгс-Лінн Осберт Монфор, ставши на бік Марії, домігся арешту конкурентів, які підтримали Джейн Грей. Авантюристи-протестанти Пітер Керью і Ніколас Трокмортон з власної волі агітували за Марію — а за півроку брали участь у повстанні проти неї.

### Дії Роберта Дадлі (7—18 липня 1553)
7 липня Джон Дадлі відправив сина Роберта із загоном у триста чоловік заарештувати Марію. Роберт Дадлі, як і його батько, не знав про плани та дії Марії і спершу вирушив у Хансдон. Потім він пішов вслід її маршрутом й 9 або 10 липня досяг околиць Кеннінгхолла. У цей час сили Марії складали не більше шестиста осіб, серед яких не було жодного командира і достатньої кількості офіцерів. Роберт не став атакувати їх, а відійшов на 50 миль на північний захід, на Фенські болота, і зайняв містечко Вісбеч. У наступні дні Роберт Дадлі взяв під контроль все узбережжя затоки Вош. 16 липня він привів до присяги Джейн Грей Тетфорд, 18 липня Кінгс-Лінн.
За припущенням Еріка Айвза, протягом всієї кампанії Роберт Дадлі діяв не з власної ініціативи, а за інструкціями батька. Контроль клану Дадлі над Фенськими болотами ефективно блокував Марії шлях в Мідлендс і перешкоджав приходу до неї підкріплень з півночі і заходу. Ймовірно, якби Джон Дадлі послав кілька таких блокуючих загонів, Марія б не зуміла мобілізувати достатньо сил, і результат протистояння був би іншим; ефективні, однак поодинокі дії Роберта Дадлі перешкодити зосередженню заколотників не могли.
Інший Дадлі, далекий родич регента Генрі, був посланий до Франції шукати підтримки у Генріха Валуа. 18 липня Генрі Дадлі зустрівся з королем Франції та домігся від того неофіційної обіцянки підтримки; на події в Англії ці переговори не вплинули. Після розгрому клану Дадлі його вороги стверджували, що в обмін на політичну підтримку Джон Дадлі був готовий здати французам Кале та Ірландію, але, на думку Девіда Лодса, це звинувачення було бездоказовим.

### Події на морі (10—17 липня 1553)

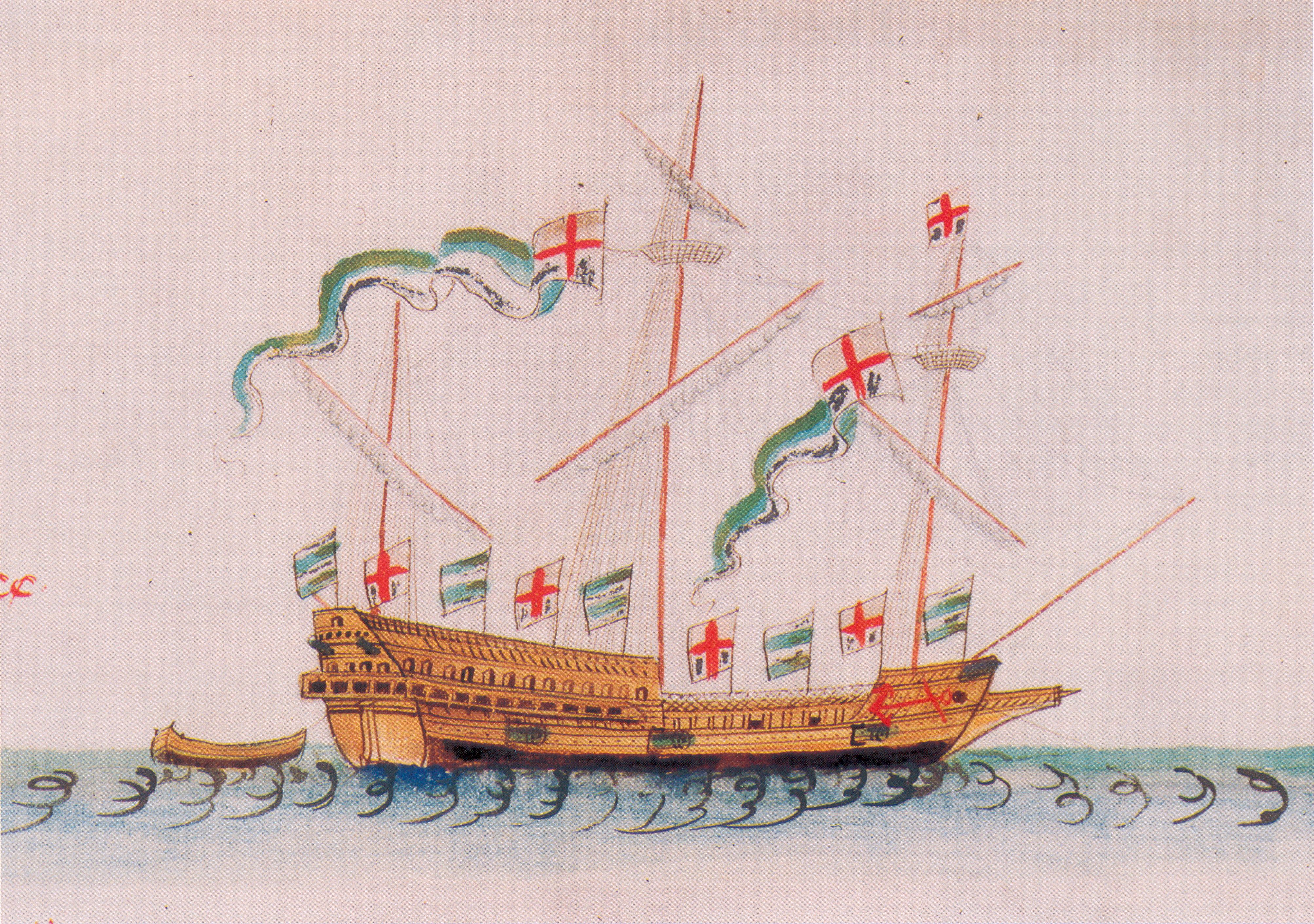
Галеас «Грейхаунд». Зображення з «сувою Ентоні», 1546

10 липня в Таємній раді панувала упевненість у тому, що Марія задумала втекти морем до Іспанських Нідерландів. Втеча Марії була б вдалим виходом з кризи, але втеча в руки Карла V, стратегічного противника режиму Едварда і Дадлі, була небажаною. Рада послала на перехоплення «втікачки» ескадру з шести кораблів під командуванням Річарда Брука, сформовану в Гринвічі ще за життя Едварда. Історики традиційно розглядають відправлення ескадри Брука як відособлений епізод, не пов'язаний з сухопутним походом Дадлі. На думку Еріка Айвза, відправлення кораблів могло бути частиною загального плану, за яким загін Роберта Дадлі відтинав Марію від північних графств з їх портами, а головні сили Джона Дадлі відтісняли її до узбережжя Суффолка, де мав крейсувати Брук.
13 або 14 липня шторм змусив Брука шукати притулок в гаванях: п'ять кораблів сховалися в гирлі річки Орвелл, а галеас «Грейхаунд» капітана Грайса віднесло далеко на північ, до Грейт-Ярмута. Коли Грайс зійшов з корабля на берег, команда збунтувалася і перейшла на сторону Марії. Призвідником став боцман, який підмовив команду пограбувати каюту капітана. Бунтівний корабель відмовився підкорятися також агентам Марії і пішов на південь, на об'єднання з ескадрою. 17 липня заарештований Грайс присягнув Марії, повернувся у стрій, а потім два роки намагався повернути вкрадене через суд.
У гирлі Орвелла ескадру зустрів Генрі Джернінгем, якого послали в Іпсвіч на переговори з Томасом Вентвортом. 14 липня, після того як Вентворт перейшов в табір Марії, Джернінгем зумів домовитися і з Бруком. За одними свідченнями, до цього часу команди кораблів Брука вже перейшли на бік Марії; за іншими, вони наслідували приклад команди «грейхаундів» і зажадали арешту неугодних капітанів. 15 липня Брук і Джернінгем вирушили у фрамлінгемський табір, взявши з собою частину корабельної артилерії. До 17 липня усі екіпажі присягнули Марії, а через два дні командування ескадрою прийняв призначений Марією Річард Кавендіш.

### Похід Джона Дадлі (13—20 липня 1553)

Похід Джона Дадлі. Пересування і позиції сторін після 13 червня 1553 року

Між 10 і 13 липня Таємна рада усвідомила загрозу, яка йшла від Марії, і постановила направити до Східної Англії повноцінну військову експедицію. Шлях до цього рішення був непростим: радники не мали єдиної думки, у справу несподівано втрутилася Джейн Грей. За одними джерелами, вона зажадала призначити командувачем власного батька, за іншими — навпаки, протестувала проти такого призначення. Сучасники визнавали, що Генрі Грей на цю роль не підходив, слабкими були й інші наявні кандидати. Джон Дадлі був змушений взяти командування каральною операцією на себе і залишити Лондон під догляд того ж Генрі Грея і ненадійних попутників з Таємної ради. 11 липня Дадлі, не чекаючи їх рішення, почав гарячкове вербування найманців. Його агенти пропонували найманим піхотинцям, за різними джерелами, від 10 до 20 пенсів на день — проти звичайних 6 пенсів. Чисельність зібраного Дадлі війська достовірно невідома. Девід Лодс пише про 1500 чоловік, що вийшли з Лондона. Іноземні посли оцінювали його у 3 або 4 тисячі осіб, обвинувач на процесі Джона Дадлі — у 3000 (включаючи всі підкріплення, отримані у дорозі). Склад війська (переважно кінного) був далеким від оптимального, однак у Дадлі була артилерія, якої не мала Марія аж до прибуття корабельних гармат з ескадри Брука. Сам Дадлі і його спільники Вільям Грей і Едвард Клінтон були найкращими англійськими полководцями своєї епохи, а якість кінноти Дадлі свідки описували як прекрасну.
За найбільш достовірним джерелом, основні сили Дадлі вийшли в похід 13 липня, артилерія і обози 15 липня. Замість прямого маршу на Фрамлінгем через Колчестер (90 миль) Дадлі пішов тим же маршрутом, що й Марія, — через Кембриджшир (115 миль). 14 липня головні загони Дадлі пройшли Вер і прийняли там підкріплення з Мідлендс, 15 липня вони розгромили замок в Состоні і продовжили марш на північ. В цей же час в найближчому тилу Дадлі, в Бакінгемширі, заколот на користь Марії підняли впливові феодали Вільям Віндзор, Едвард Гастінгс і Едмунд Пекхем. Це заворушення, що отримало в англійській історіографії назву «повстання в долині Темзи» (англ. Thames valley rising), швидко перекинулося на сусідній Оксфордшир і частково Нортгемптоншир. Воно не вплинуло безпосередньо на результат конфлікту, але деморалізувало Таємну раду. Лондоном ширилися чутки про десять тисяч бійців сера Пекхема, які нібито йдуть на штурм Тауера.
Вранці 18 липня Дадлі вийшов з Кембриджа в похід на Фрамлінгем, розраховуючи дорогою прийняти підкріплення — але замість нього в Ньюмаркеті його зустрів гонець з тривожними новинами з Лондона. Дадлі дійшов до Бері-Сент-Едмендс, розвернувся і 19 або 20 липня повернувся в Кембридж, де його застала звістка про переворот, що відбувся в Лондоні. Існує декілька пояснень того, що сталося в Бері-Сент-Едмендс. За традиційною версією, сили Дадлі були підірвані масовим дезертирством: до 19 липня регенту було нічим воювати. Однак всі джерела, що повідомляють про дезертирство ополченців, ґрунтуються на чутках, а всі впливові, поіменно відомі командири 19 липня залишалися в строю. Висувалися припущення про те, що агенти Марії, викравши худобу, позбавили військо харчів. На думку Еріка Айвза, Дадлі відмовився від бою через отримані відомості про чисельність і склад сил супротивника. У міру зближення з ними якість розвідданих росла, і до 19 липня Дадлі переконався, що йому протистоять десять тисяч бійців на підготовлених позиціях. Можливо, пише Айвз, вирішальним фактором стала звістка про прибуття до бунтівників корабельної артилерії.

### Переворот в Лондоні (19 липня 1553)
19 липня Таємна рада скинула Джейн Грей, проголосила королевою Марію і наказала Дадлі припинити опір. Обставини та причини цього рішення достовірно невідомі (всі свідки тією чи іншою мірою спотворили факти, рятуючи власні життя від гніву Марії), зате точно відомо його час. Ймовірно, що організатори перевороту в Раді Вільям Герберт (граф Пембрук), Вільям Педжет і Генрі Фіцалан (граф Арунделя) вирішили перейти на бік Марії не пізніше 18 липня, тим не менше, вранці 19 липня всі наявні члени Ради діяли на стороні Джейн Грей. Вдень вони зібралися у Герберта в лондонському замку Бейнерд і домовилися про передачу корони Марії. Потім вельможі призвали в замок лорд-мера Лондона і міських олдерменів і оголосили їм своє рішення. Новина швидко просочилася на вулиці, ще до її офіційного оголошення почалося народне свято. Увечері Педжет і Фіцалан повезли у Фрамлінгем покаянний лист Ради. Присягнувши Марії, Педжет і Фіцалан вирушили за її наказом в Кембридж заарештовувати Джона Дадлі.
Події в кембриджському таборі Дадлі 19-20 липня описані в джерелах фрагментарно і суперечливо. Ймовірно, ввечері 20 липня в Кембриджі отримали ультиматум Марії. Дадлі зібрав військову раду і оголосив про капітуляцію. Він разом з синами та радниками вийшов на ринкову площу і публічно проголосив Марію королевою; за спогадами очевидця, він кидав у повітря капелюх і сміявся так, що по його обличчю текли сльози. Того ж дня кур'єр з Лондона доставив Дадлі наказ Таємної ради скласти зброю і присягнути Марії. Почалася масова втеча колишніх союзників і радників Дадлі, які квапилися рятувати власні життя і кар'єри. 23 або 24 липня Джон Дадлі здався Генрі Фіцалану.

### Дії Єлизавети (7—31 липня 1553)
Принцеса Єлизавета активної участі в подіях липня 1553 року не брала. 7 липня Таємна рада викликала її до Лондона, але Єлизавета виявилася хворою, а вивезти її з Гетфілд-гауса силою лондонські верховники не наважилися (так само вчинила з Єлизаветою Марія під час повстання Ваєтта). Через півстоліття Вільям Кемден стверджував, що Джон Дадлі вів з Єлизаветою переговори про визнання Джейн Грей, але ніяких документальних свідчень щодо цього не збереглося. За Кемденом, Єлизавета рішуче відмовилася від грошей і земель, запропонованих як відступне за відмову від права на престол. Висувалися припущення, що Єлизавета агітувала залежних від неї людей на користь Марії, але і ця думка не підкріплена документальними доказами.
Одразу після поразки Дадлі Єлизавета приєдналася до партії переможців. 29 липня, випереджаючи сестру, Єлизавета урочисто в'їхала в Лондон у супроводі двохтисячного війська, одягненого в династичні кольори — білий і зелений. Як, коли і з якою метою вона зібрала стільки прихильників — невідомо. За припущенням Девіда Лодса, «група підтримки» Єлизавети сформувалася протягом тижня після скинення Джейн Грей, коли криза вже вирішилася. 31 липня Єлизавета виїхала з Лондона назустріч сестрі, цього разу з ескортом у тисячу осіб. Можливо, вона хотіла продемонструвати Марії власну політичну вагу — але та зволіла поки не звертати на це уваги.

## Тріумф Марії

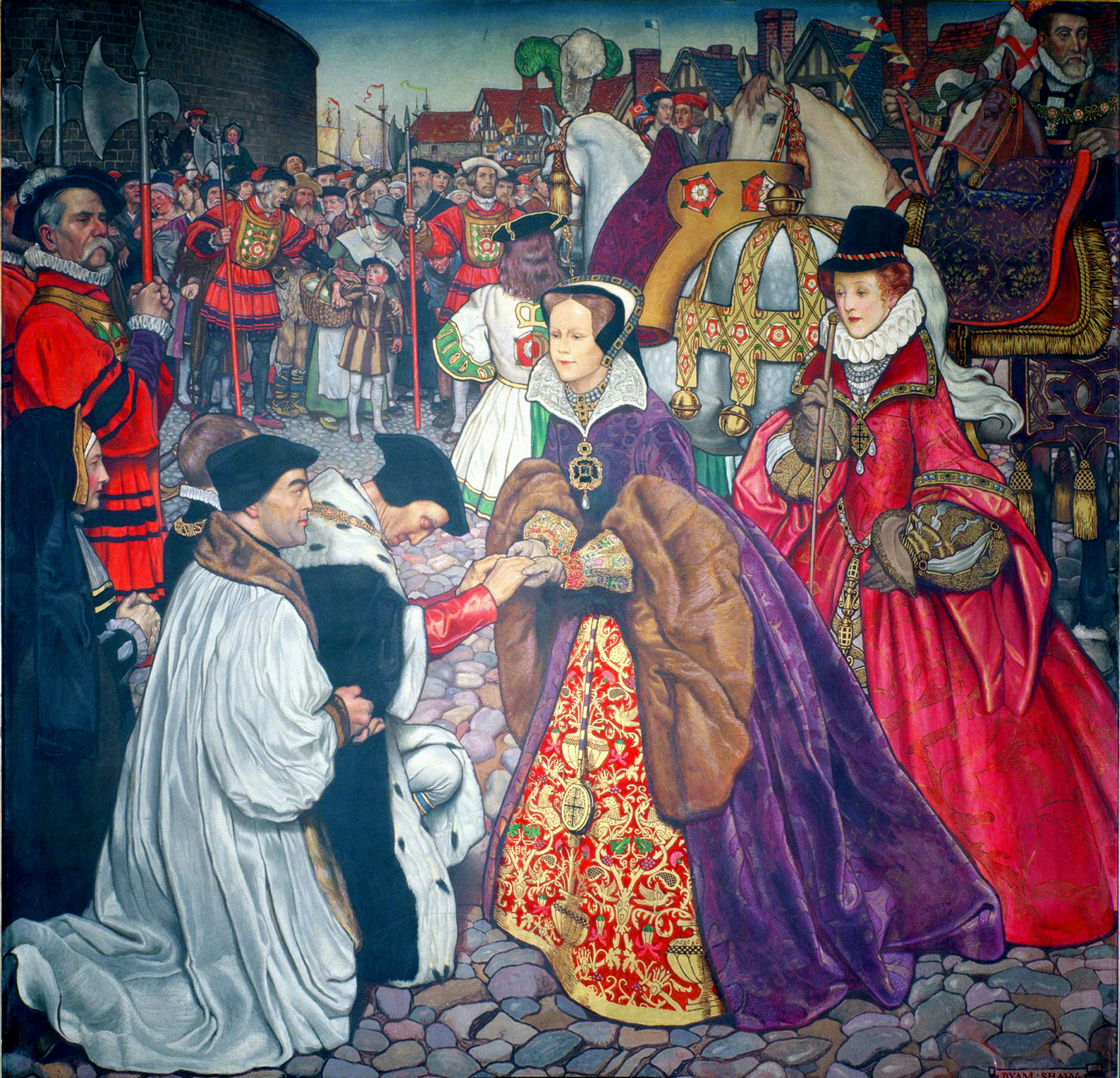
Марія (в центрі) і Єлизавета (праворуч) в Лондоні, 3 серпня 1553 року. Картина Біама Шоу, 1910. Художник доволі точно зобразив одяг Марії, описаний послом Карла V Симоном Ренаром. «Перлина Марії Тюдор», відома за прижиттєвими портретам королеви, в той час ще перебувала у власності іспанських Габсбургів.

24 липня, отримавши підтвердження про арешт Дадлі, Марія виїхала з Фрамлінгема в Лондон у супроводі десятитисячного війська. Подорож тривала десять днів: королева, не поспішаючи, об'їжджала власні володіння, зупиняючись на ніч у будинках вірнопідданих аристократів. Дорогою до процесії приєднувалися титуловані перебіжчики з табору Дадлі, що поспішали присягнути Марії і купити свободу ціною обмовляння колишніх товаришів. Серед них опинилася і Френсіс Грей — мати «королеви на дев'ять днів» і дружина Генрі Грея. Вона просила поблажливості тільки для себе і для чоловіка, але не для дочки.
3 серпня 1553 року Марія у супроводі десятитисячного війська тріумфально в'їхала в Лондон. За старою англійською традицією, вона звільнила з Тауера чотирьох в'язнів Едварда VI — Анну Сеймур, Едварда Кортні, Стефана Гардінера і Томаса Говарда. Кілька днів по тому Гардінер був призначений лордом-канцлером, а Говард — головою суду над Дадлі і його товаришами.
Протягом всієї кризи тіло Едварда лежало непохованим. Марія і після смерті брата вважала себе його наставницею і покровителькою і була щиро впевнена, що похорони за католицьким обрядом допоможуть заблуканій душі. Поступка протестантам, вважала вона, буде сприйнята як слабкість і спровокує «єретиків» на непокору. Однак радники відмовили Марію, і 8 серпня Едвард був похований у Вестмінстерському абатстві за протестантським обрядом.

## Репресії
Основні учасники подій, які діяли на стороні Джейн Грей, були заарештовані Таємною радою та переведені в Тауер задовго до повернення Марії в Лондон. Сама Джейн Грей і її чоловік, швидше за все, взагалі не залишали Тауер — їх просто перевели з тимчасових королівських покоїв під арешт. 23 липня в Тауер доставили заарештовану дружину Джона Дадлі. 25 липня в лондонський Тауер прибула перша партія заарештованих в Кембриджі: Джон Дадлі з родичами, які були при ньому, Френсіс Гастінгс, Томас Палмер, Джон Гейтс і його брат Генрі. 26 липня в Тауері опинився Роберт Дадлі і Вільям Парр, 27 липня Генрі Грей з товаришами. Пізніше всіх, 6 серпня, в Тауер привезли заарештованого в Кале Генрі Дадлі. Генрі Меннерса ув'язнили у Флітській в'язниці.
Всього були заарештовані або короткочасно затримані 150 поіменно відомих осіб. З усіх заарештованих тільки Гастінс, Грей, Меннерс і Парр були союзниками Дадлі, а не його родичами або клієнтами: гнів королеви був спрямований в першу чергу на сім'ю упалого регента. У другу чергу агенти Марії шукали і заарештовували чиновників, які образили королеву публічними заявами про незаконність її народження. У цю категорію «зрадників» увійшли верховні судді і другорядні чиновники; серед них Марія особливо виділила кембриджського професора і клерка Таємної ради Джона Чіка, який 10 липня склав образливий лист Ради до Марії.
Після нетривалих допитів сімох найважливіших заарештованих передали в суд під головуванням нещодавно помилуваного Томаса Говарда. На суді 18 серпня Вільям Парр і старший син Дадлі Джон (граф Уорік) повністю визнали свою провину, а старший Дадлі активно захищався, стверджуючи, що діяв виключно в рамках королівського мандату. Наступного дня перед судом постали Ендрю Дадлі, Джон Гейтс, його брат Генрі і Томас Палмер; всі семеро були засуджені до смертної кари. Після оголошення вироку Дадлі прийняв католицтво і висповідався Стефану Гардінеру, а потім його разом з іншими засудженими, що зреклися протестантизму, провели містом у показовій католицькій процесії. 22 серпня опальний регент, Джон Гейтс і Томас Палмер були страчені. Палмер не належав до ближнього кола Дадлі і не брав участі в шельмуванні Марії; причини, з яких вона виділила його з сотень інших прибічників поваленого регента, залишилися таємницею. Решта заарештованих (у тому числі чотири людини, засуджені на смерть разом з Дадлі) загибелі уникли: одні, як невдачливий капітан Грайс, вийшли на свободу швидко і не зазнали покарання, інші провели в ув'язненні кілька років. Генрі Грей, лорд-адмірал Едвард Клінтон і суддя Монтегю купили свободу, виплативши Марії контрибуції в кілька тисяч фунтів кожен.
У листопаді 1553 року суд засудив до страти Томаса Кранмера, Джейн Грей, Гілфорда Дадлі, його братів Генрі і Амброза (Роберт Дадлі був засуджений пізніше, в січні 1554 року). У суспільстві цей вирок сприйняли як формальність, очікуючи швидкого помилування всіх засуджених. Марія зважилася стратити Джейн Грей і Гілфорда Дадлі лише в лютому 1554 року, в розпалі повстання Ваєтта. Генрі Грей, активний учасник повстання, був страчений 23 лютого 1554 року, Томас Кранмер в 1556 році. Старший син Джона Дадлі помер в 1555 році, через кілька днів після звільнення з Тауера, інші брати Дадлі вижили. Рід Дадлі, після конфіскації майна, не припинився, але назавжди зійшов з політичної сцени. З тих Дадлі, що вижили, в історію увійшли тільки бездітний Амброз Дадлі, Роберт Дадлі і його позашлюбний син від баронеси Шеффілд; з численних клієнтів Дадлі, які колись займали чільні посади, — пірат Генрі Кіллігрю.